# 亨夫施泰特
亨夫施泰特（德語：Henfstädt）是德国图林根州的市镇，隶属于希尔德布格豪森县。总面积为8.13平方千米，截至2023年12月31日总人口为348人。